# 1849 Kresák
1849 Kresák este un asteroid din centura principală, descoperit pe 14 ianuarie 1942, de Karl Reinmuth.

## Denumirea asteroidului
Asteroidul a primit numele în onoarea astronomului slovac Ľubor Kresák (1927-1994).